# Incorporated (album The Legion of Doom)
Incorporated – debiutancki album formacji The Legion of Doom. Ze względów prawnych – problemów z licencjonowaniem utworów, album de facto nigdy nie został opublikowany. W lutym 2006 trafił do sieci P2P. W dniu 6 marca 2007 wytwórnia Illegal Art wydała limitowaną serię licząca 3000 kopii albumu. Okładkę dla albumu zaprojektował Derek Hess

## Lista utworów
1. „I Know What You Buried Last Summer”
  1. Taking Back Sunday – „You’re So Last Summer”
  2. Senses Fail – „Buried a Lie”
2. „Dottie in a Car Crash”
  1. The Get Up Kids – „I’m a Loner Dottie, a Rebel”
  2. Thursday – „Understanding in a Car Crash”
3. „The Quiet Screaming”
  1. Dashboard Confessional – „Screaming Infidelities”
  2. Brand New – „The Quiet Things That No One Ever Knows”
4. „Dangerous Business Since 1979″
  1. underOath – „It’s Dangerous Business Walking Out Your Front Door”
  2. mewithoutYou – „January 1979”
5. „Stupid Kill”
  1. Thrice – „Kill Me Quickly”
  2. Alkaline Trio – „Stupid Kid”
6. „Destroy All Vampires”
  1. My Chemical Romance – „Vampires Will Never Hurt You”
  2. A Static Lullaby – „The Shooting Star That Destroyed Us All”
  3. Triune
7. „At Your Funeral for a Friend”
  1. Saves the Day – „At Your Funeral”
  2. Funeral for a Friend – „This Years Most Open Heartbreak”
8. „Lolita’s Medicine”
  1. From Autumn to Ashes – „Lilacs & Lolita”
  2. Dead Poetic – „New Medicines”
9. „Icarus Underwater”
  1. Armor for Sleep – „Car Underwater”
  2. Hopesfall – „Icarus”
  3. Planet Asia
10. „Ebola in Memphis”
  1. Every Time I Die – „Ebolarama”
  2. Norma Jean – „Memphis Will be Laid to Waste”
  3. KRS-One – „Still Slippin'”
11. „Devil in a Blue Dress”
  1. Coheed and Cambria – „Devil in Jersey City”
  2. Senses Fail – „Lady in a Blue Dress”
12. „A Threnody for a Grand”
  1. Atreyu – „Ain’t Love Grand”
  2. It Dies Today – „A Threnody for Modern Romance”
13. „My Holiday Burn”
  1. The Get Up Kids – „Holiday”
  2. Matchbook Romance – „My Eyes Burn”
14. „Hands Down Gandhi”
  1. Dashboard Confessional – „Hands Down”
  2. Sage Francis – „Slow Down Gandhi”